# Tipula grahami
Tipula grahami är en tvåvingeart som beskrevs av Alexander 1933. Tipula grahami ingår i släktet Tipula och familjen storharkrankar. Inga underarter finns listade i Catalogue of Life.